# Tribu de Manasés

Mapa con las doce Tribus de Israel, 1200-1050 a. C. El territorio de la tribu de Manasés figura sobre ambas márgenes del río Jordan, en color verde manzana.

La tribu de Manasés fue una de las doce Tribus de Israel. Según la Biblia hebrea, la «Tribu de Manasés» ( /məˈnæsə/; hebreo: שֵׁבֶט מְנַשֶּׁה «Ševet Mənašše», tiberiano: «Šēḇeṭ Mănašše») fue una de las doce tribus que después de la catastrófica  invasión asiria del 720 a. C., se cuenta como una de las diez tribus perdidas. Junto con la tribu de Efraín, Manasés también formó la casa de José.
Al salir de Egipto la tribu de Manasés era la más pequeña de todas. Su príncipe era Gamaliel, hijo de Fadasur. Uno de sus jefes, Haniel, fue uno de los comisionados por Moisés para intervenir en la repartición de la tierra prometida. En las tierras conquistadas por Moisés, al este del Jordán, se asentó la mitad de la tribu; posteriormente, con Josué al oeste del Jordán, el resto de la tribu tomó parte de la repartición.

## Símbolos
Su estandarte es una bandera negra con un unicornio bordado.

## Narrativa bíblica
Según el Tanaj, la tribu de Manasés formaba parte de una confederación poco cohesionada de tribus israelitas desde después de la conquista de la tierra por Josué hasta la formación del primer Reino de Israel en el año 1050 a. C. aproximadamente. No existía un gobierno central y, en tiempos de crisis, el pueblo estaba dirigido por líderes ad hoc conocidos como jueces (véase Libro de los Jueces). Con el aumento de la amenaza de las incursiones filisteas, las tribus israelitas decidieron formar una monarquía centralizada fuerte para hacer frente al desafío, y la tribu de Manasés se unió al nuevo reino con Saúl como primer rey. Tras la muerte de Saúl, todas las tribus, excepto la de Judá, permanecieron leales a la Casa de Saúl, pero tras la muerte de Isboset, hijo de Saúl que le sucedió en el trono de Israel, la tribu de Manasés se unió a las otras tribus israelitas del norte para hacer del rey de Judá, David, el rey de un Reino de Israel reunificado. Sin embargo, con el ascenso al trono del nieto de David, Roboam, en c. 930 a. C., las tribus del norte se separaron de la Casa de David y de la tribu de Saúl Benjamín para reformar Israel como el Reino del Norte. Manasés fue miembro del Reino del Norte hasta que el reino fue conquistado por Asiria en el año 723 a. C. y la población fue deportada.
Desde entonces, la tribu de Manasés ha sido considerada como una de las diez tribus perdidas de Israel.

## Territorio tribal

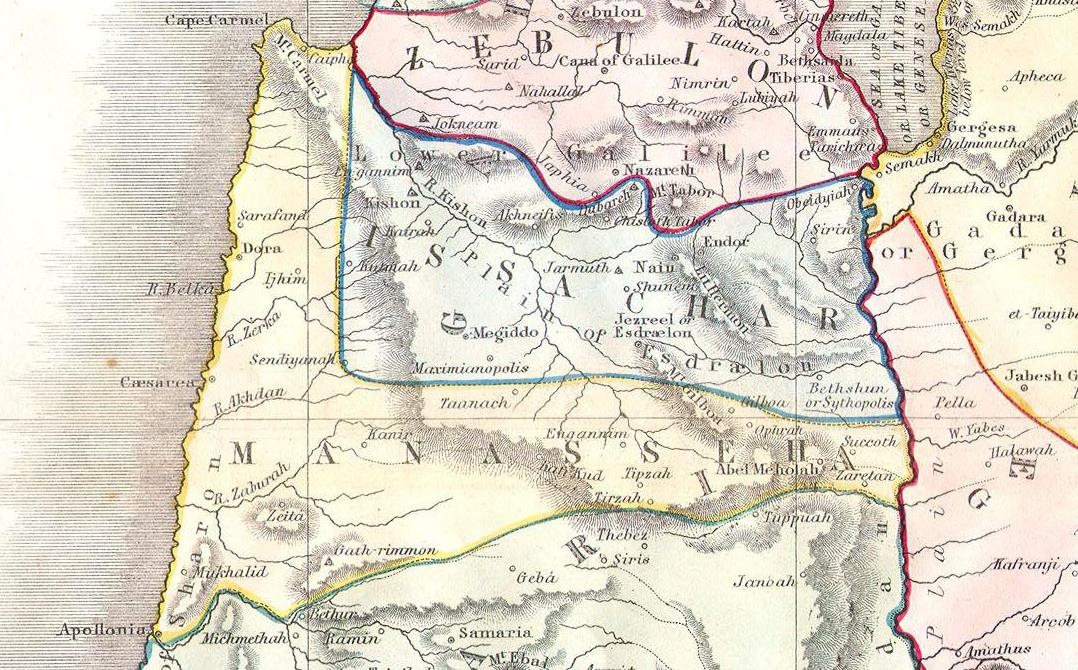
Una reconstrucción alternativa hace que los territorios occidentales y orientales sean discontinuos (mapa de 1852).

La Biblia narra que, tras la finalización de la conquista de Canaán por parte de las tribus israelitas, Josué repartió la tierra entre las doce tribus. Según el erudito bíblico Kenneth Kitchen, esta conquista debería datarse poco después del 1200 a. C.  Algunos eruditos modernos sostienen que la conquista de Josué, tal como se describe en el Libro de Josué, nunca ocurrió. «Además del rechazo del modelo albrightiano de la «conquista», el consenso general entre los eruditos del Antiguo Testamento es que el Libro de Josué no tiene valor en la reconstrucción histórica. Véase el libro como una retroyección ideológica de un período posterior, ya sea tan temprano como el reinado de Josías o tan tardío como el período asmoneo». «Nos corresponde preguntarnos, a pesar de que el abrumador consenso de la erudición moderna es que Josué es una ficción piadosa compuesta por la escuela deuteronomista, ¿cómo ha lidiado y cómo lidia la comunidad judía con estas narrativas fundacionales, saturadas como están de actos de violencia contra otros?» En las últimas décadas, por ejemplo, se ha visto una notable reevaluación de las pruebas relativas a la conquista de la tierra de Canaán por Josué. A medida que se han excavado más yacimientos, ha ido creciendo el consenso de que la historia principal de Josué, la de una conquista rápida y completa (por ejemplo, Josué 11.23: «Así conquistó Josué toda la tierra, tal como el Señor había prometido a Moisés»), se contradice con el registro arqueológico, aunque hay indicios de «alguna» destrucción en el momento adecuado.
En el Libro de Josué, se afirma que en su apogeo, el territorio que ocupaba Manasés se extendía a lo largo del río Jordán, formando dos «semitribus», uno a cada lado; la semitribu oriental era, según la mayoría de las versiones, casi completamente discontinua con la media tribu occidental, tocándose solo ligeramente en una esquina: el suroeste de Manasés Oriental y el noreste de Manasés Occidental.[cita requerida]
Manasés Occidental ocupaba la tierra inmediatamente al norte de Efraín, es decir, justo al norte del centro de Canaán, entre el Jordán y la costa, con la esquina noroeste en el Monte Carmelo, y colindaba al norte con las tribus Aser y Isacar. Manasés Oriental era el grupo israelita más septentrional al este del Jordán hasta el asedio de Tel Dan más al norte por parte de la tribu de Dan; otras tribus vecinas eran Gad al sur y Neftalí e Isacar al oeste. Al este, Manasés ocupaba la tierra desde el Mahanáim en el sur hasta el Monte Hermón en el norte, e incluía en ella toda Basán. Estos territorios abundaban en agua, un bien preciado en Canaán, lo que los convertía en una de las partes más valiosas del país; además, la situación geográfica de Manasés le permitía defender dos importantes pasos de montaña: Esdrelón al oeste del Jordán y Haurán al este.[cita requerida]
En el año 732 a. C. aproximadamente, Peka,  rey de Israel se alió con Rezin, rey de Aram, y amenazó a Jerusalén. Acaz, rey de Judá, pidió ayuda a Tiglatpileser III, rey de Asiria. Después de recibir el tributo de Acaz, Tiglat-Pileser saqueó Damasco e Israel, anexionando Aram y el territorio al este del Jordán (tribus de Rubén, Gad y Manasés Oriental en Galaad), incluidos los puestos de avanzada en el desierto de Jetur, Naphish y Nodab. La población de estos territorios fue tomada cautiva y reasentada en Asiria, en la región del sistema del río Jabur. (16:9 y 15:29). El debilitado reino de Israel fue invadido de nuevo por Asiria en el año 723 a. C. y el resto de la población fue deportada.
El barranco fluvial, naḥal Ḳanah (Josué 17:9), dividía el territorio de Efraín en el sur del territorio de Manasés en el norte. El moderno asentamiento israelí de Karnei Shomron está construido cerca de este barranco, que discurre en dirección este-oeste. 

## Origen

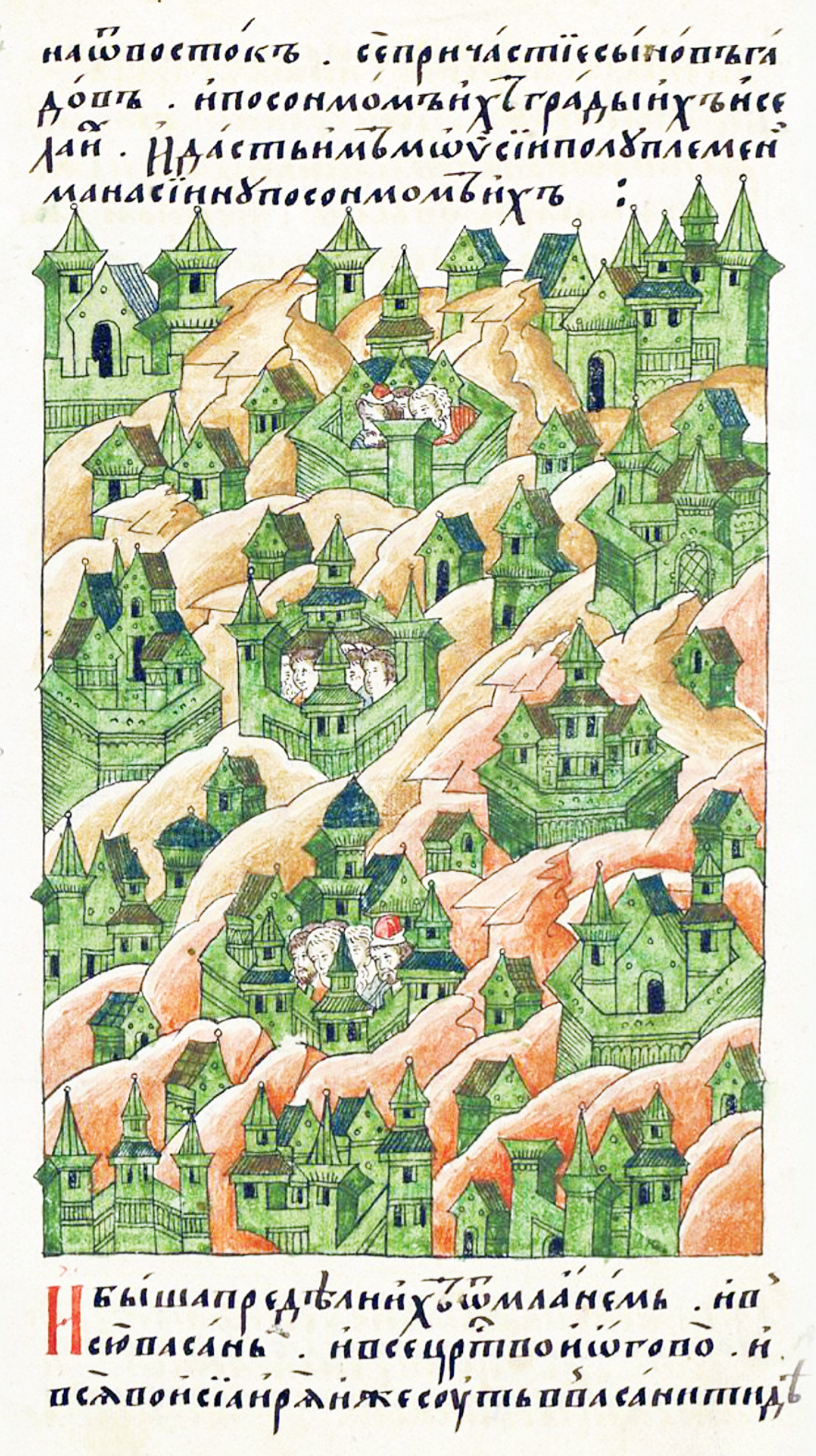
Tierras entregadas a la tribu de Manasés por Josué después de sus guerras

Según la Torá, la tribu estaba formada por descendientes de Manasés, hijo de José, de quien tomó su nombre.  Sin embargo, algunos críticos bíblicos consideran que se trata de una posdicción, una metáfora epónima que proporciona una etiología de la conexión de la tribu con otras de la confederación israelita En el relato bíblico, José es uno de los dos hijos de Raquel y Jacob, hermano de Benjamín, y padre de Efraín y de su primer hijo, Manasés; Efraín recibió la bendición del primogénito, aunque Manasés era el mayor, porque Jacob previó que los descendientes de Efraín serían más numerosos que los de su hermano. Aquí la bendición del primer hijo fue conferida por un abuelo en lugar de por el padre, a pesar de la costumbre predominante (los grandes patriarcas sustituyen a la costumbre).

## Destino
Como parte del Reino de Israel, el territorio de Manasés fue conquistado por los asirios en el año 720 a. C., y muchos miembros de la tribu fueron exiliados; otros huyeron hacia el sur, al Reino de Judá. En cualquier caso, la forma en que fueron exiliados y dispersados llevó a que las su historia posterior se perdiera. Sin embargo, varios grupos actuales afirman descender de ellos, con diversos niveles de apoyo académico y rabínico. Tanto los bené menáshe como los samaritanos afirman que algunos de sus seguidores descienden de esta tribu.

## Según la crítica bíblica
Aunque en las genealogías bíblicas se describe a Machir y Galaad, como individuos, como padre e hijo, y como hijo y nieto de Manasés, en opinión de algunos estudiosos críticos, Machir y Galaad se tratan como nombres de tribus diferentes entre sí en el Cantar de Débora. (La tradición considera que se trata de nombres de regiones, y que la región de Galaad recibió ese nombre mucho antes que el nieto de Manasés). Además, Manasés no aparece en el poema; en los textos elohistas Manasés también suele estar ausente, mientras que Machir sí se menciona. Además, se describe a Machir como asentado al este del río Jordán, lo que explica la ausencia de la mitad occidental de Manasés en estos pasajes. Los eruditos críticos[¿quién?] sostienen que las dos secciones tenían orígenes diferentes, señalando que en el Primer Libro de Crónicas se nombraban gobernantes tribales separados para la «media tribu» occidental y la «media tribu» oriental.